# H. C. Bailey
Henry Christopher Bailey (Londra, 1º febbraio 1878 – 24 marzo 1961) è stato uno scrittore inglese di libri gialli.
Bailey ha scritto molti racconti aventi per protagonista il detective ed esperto di medicina Reggie Fortune. Il personaggio è spesso coinvolto in storie dai tratti noir e dark, quali ossessioni assassine, corruzione di polizia, abusi di ragazzi. Fortune appare anche in alcuni romanzi.
Una seconda serie è basata invece sul personaggio Josiah Clunk, un avvocato che ha a che fare con la corruzione e i ricatti della politica e che trae spesso profitto dai crimini. Clunk appare in undici romanzi, pubblicati tra il 1930 e il 1950, tra cui il capolavoro di Baileys, The Sullen Sky Mystery (1935).

## Opere
- Call Mr Fortune (1920)
- Mr Fortune's Practice (1923)
- Mr Fortune's Trials (1925)
- Mr Fortune, Please (1928)
- Mr Fortune Speaking (1929)
- Garstons / The Garston Murder Case (1930)
- Mr Fortune Explains (1930)
- Case for Mr Fortune (1932)
- The Red Castle / The Red Castle Mystery (1932)
- The Man in the Cape (1933)
- Mr Fortune Wonders (1933)
- Shadow on the Wall (1934)
- Mr Fortune Objects (1935)
- The Sullen Sky Mystery (1935)
- A Clue for Mr Fortune (1936)
- Black Land, White Land (1937)
- Clunk's Claimant / The Twittering Bird Mystery (1937)
- This is Mr Fortune (1938)
- The Great Game (1939)
- The Veron Mystery / Mr Clunk's Text (1939)
- Mr Fortune Here (1940)
- The Bishop's Crime (1940)
- The Little Captain / Orphan Ann(1941)
- No Murder / The Apprehensive Dog (1942)
- Dead Man's Shoes / Nobody's Vineyard (1942)
- Mr Fortune Finds a Pig (1943)
- Slippery Ann / The Queen of Spades (1944)
- Dead Man's Effects / The Cat's Whisker (1945)
- The Wrong Man (1946)
- The Life Sentence (1946)
- Honour Among Thieves (1947)
- Saving a Rope / Save a Rope (1948)
- Shrouded Death (1950)